# 趙榮本
趙榮本（？年—？年），順天府大興縣人，由拔貢，蓬溪縣蓬萊鎭縣丞，乾隆二十四年八月署四川順慶府岳池縣知縣。是一位政治人物，明清時曾在四川順慶府岳池縣（位於今四川東北部，武周萬歲通天二年分南充、相如二縣置，是一個千年古縣）擔任官吏。